# Eckart Suhl
Eckart Suhl (aussi épelé Eckardt Suhl) est un joueur allemand de hockey sur gazon né le 20 avril 1943. Il fait partie de l'équipe d'Allemagne de l'Ouest championne olympique lors des Jeux olympiques de Munich.